# Ciudad Blanca
Ciudad Blanca (o Città Bianca) è una leggendaria città nascosta nella giungla della Costa dei Mosquito in Honduras nel Dipartimento di Gracias a Dios. 
Le prime ricerche di questo insediamento risalgono all'epoca della conquista di Tenochtitlán. Meno di cinque anni dopo la conquista della capitale azteca, Hernán Cortés esplorò senza successo la costa nord dell'attuale Honduras alla ricerca di questa città che si diceva nascondesse ricchezze più grandi di quelle trovate a Tenochtitlán.

## Storia
La storia di Ciudad Blanca ci è arrivata tramite i racconti orali del popolo Pech, una popolazione migrata dall'America settentrionale verso il Sudamerica e poi stabilitasi nell'attuale Honduras 7000 anni fa.  Secondo la storia orale Pech la città si chiamava Patatahua e fu costruita dalle divinità Pech. In questo luogo risiedevano gli avi degli attuali Pech. I racconti narrano di una città costruita con grandi pietre bianche in cui erano scolpiti animali tra cui felini e scimmie. Altre leggende narrano che Ciudad Blanca fosse il luogo d'origine di Quetzalcoatl (Serpente Piumato) che era una divinità comune a numerose civiltà mesoamericane e sudamericane tra cui i Maya, gli Aztechi e i Toltechi. Secondo queste leggende Quetzalcoatl discendeva da un popolo bianco (o che indossava delle maschere bianche). All'arrivo degli spagnoli in Honduras, all'inizio del XVI secolo, la città era già in declino o abbandonata.

## Spedizioni e scoperte
La prima spedizione risale al 1526, quando Hernán Cortés intraprese una spedizione alla ricerca della città che tuttavia si rivelò infruttuosa. Nel 1522 Cristóbal de Pedraza, vescovo dell'Honduras, scrisse una lettera al re di Spagna descrivendo le rovine di una grande città che aveva visto guardando ad est dalla cima di una delle valli della Costa dei Mosquito. Nella lettera il prelato raccontava che gli esploratori mandati in quel luogo avevano riferito che gli abitanti banchettavano con stoviglie fatte d'oro. 

### La spedizione di Morde
La più famosa spedizione moderna ebbe luogo nel 1939. Era guidata dall'esploratore americano Theodore Morde e fu sponsorizzata dalla fondazione Heye di New York. L'impresa durò 5 mesi. Al suo ritorno Morde affermò di aver scoperto le rovine di un'antica metropoli lungo le rive di un fiume. Le rovine da lui trovare coprivano un'ampia area e vi erano resti di grandi edifici, il che suggeriva una popolazione ampia e una divisione del lavoro ben strutturata. Queste rovine, diceva Morde, comprendevano i resti di un tempio dedicato al dio scimmia: questo tempio aveva una grande scalinata fiancheggiata da grandi colonne ornate con scimmie scolpite e balaustre con ragni e coccodrilli scolpiti. Morde si rifiutò di rivelare l'esatta posizione della città e morì investito a Londra mentre era alla ricerca di fondi per un'altra spedizione in quel luogo. La sua morte, avvenuta in circostanza misteriose, fu imputata al tentativo di suoi avversari di estorcergli la posizione della città. Morde lascio scritto un resoconto della sua spedizione e delle sue scoperte intitolato The City of the Monkey God.
In realtà la morte del giornalista è stata causata dal suo suicidio e non come descritto da alcuni giornali solitamente autorevoli.
Il 26 giugno 1954, Morde fu trovato appeso al box doccia della casa dei suoi genitori a Dartmouth, nel Massachusetts.La sua morte è stata dichiarata un suicidio dal medico legale.I teorici della cospirazione in seguito affermarono che dietro la sua morte c'erano forze sinistre.Alcune fonti normalmente affidabili scritte molto più tardi riferiscono che Morde era stato investito da un'automobile a Londra, in Inghilterra "poco" dopo la sua spedizione in Honduras

### Sviluppi recenti
La più recente iniziativa per la ricerca di Ciudad Blanca risale al 1998 ad opera di un team composto da ricercatori statunitensi, honduregni e giapponesi sovvenzionati dalla Società per l'Esplorazione e la Conservazione della Storia delle Americhe. Avvalendosi di moderne tecnologie come satelliti, aerei e radar il gruppo di ricerca ha ristretto le possibili localizzazioni a tre siti di cui uno presenta, alle immagini satellitari, quelle che sembrano rovine di un tempio o comunque di un complesso rituale. Al momento si stanno pianificando spedizioni sul luogo in quanto la fitta vegetazione non consente di effettuare valutazioni più precise. 
Secondo i nativi Ciudad Blanca non è andata perduta, ma è stata nascosta dagli dei.